# Toyota Yaris (XP9)
| Sterne im Euro-NCAP-Crashtest | Fünf Sterne im Euro-NCAP-Crashtest |

Der Toyota Yaris (XP9) ist ein Kleinwagen des japanischen Automobilherstellers Toyota und die zweite Generation der Yaris-Baureihe. In Japan wurde der Wagen als Toyota Vitz vertrieben.

## Modellbeschreibung
Ende 2005 wurde die zweite Generation des Toyota Yaris in Europa auf den Markt gebracht. Investiert wurde in eine geänderte Form und in die Sicherheit. Der Yaris II erreichte im Euro-NCAP-Crashtest von Oktober 2005 beim Erwachsenen-Insassenschutz mit 35 Punkten das Maximum von fünf Sternen; beim Kinderschutz mit 34 Punkten nur drei Sterne, die unter anderem auf die nicht deutliche Kennzeichnung sowohl der Isofix-Halterung auf der Rückbank als auch der Deaktivierung des Beifahrer-Airbags zurückzuführen sind. Die Stufenheckversion, die in Europa nicht angeboten wurde, hieß Toyota Belta.
Der Yaris II bietet einen größeren Innenraum als sein Vorgänger. Der Yaris II wurde in den Varianten Toyota Yaris 1.0 (Benzin, 51 kW), Toyota Yaris 1.3 (Benzin, 64 kW) und Toyota Yaris 1.4 D-4D (Diesel, 66 kW) angeboten. Die höheren Ausstattungsvarianten lauteten 2009 Cool, Sol und Executive.
Im Januar 2009 wurde der Yaris einer Modellpflege unterzogen und es gab in Deutschland insgesamt 20.811 Neuzulassungen. Nach TÜV-Untersuchungen (abgesehen von Rost an Bremsleitungen) und der ADAC-Pannenstatistik ist auch diese Generation des Yaris ein zuverlässiges Auto. Allerdings rief Toyota 2013 weltweit 185.000 Yaris, die von August 2010 bis März 2012 gebaut wurden, aufgrund eines Mangels in der Servolenkungselektronik zurück.
Ab Frühjahr 2011 wurde die zweite Generation in leicht modifizierter Form in Europa auch als Daihatsu Charade bis zur Einstellung des hiesigen Daihatsu-Verkaufs im Januar 2013 angeboten.

## Ausstattungen
Serienmäßig sind je zwei Front- und Seitenairbags, Kopfairbags (Curtain Shield) vorne und hinten sowie einen Fahrer-Knieairbag. ABS mit elektronischer Bremskraftverteilung EBD (Electronic Brake-force Distribution), Servolenkung, elektrisch verstellbare Spiegel, CD-Radio mit vier Lautsprechern und eine 60/40 geteilte Rücksitzbank, die 15 cm in Längsrichtung verstellbar ist, sind ebenfalls vorhanden. Die Höhenverstellung des Fahrersitzes und elektrische Fensterheber fehlten anfangs im Basismodell.
- Das nicht mehr erhältliche Modell Luna hatte unter anderem: Funk-Zentralverriegelung, Scheibenbremsen hinten mit elektronischem Stabilitätsprogramm (VSC, Vehicle Stability Control) incl. Antriebsschlupfregelung (TRC, Traction Control) (beim aktuellen Modell nur noch ab Modell Sol), elektrische Fensterheber und größere Reifen (185/60 R15 statt 165/70 R14).
- Das Modell Cool hat eine Funk-Zentralverriegelung, Klimaanlage und größere Reifen (185/60 R15 statt 165/70 R14), ab Anfang 2009 mit 1,33-l-Motor mit Start-Stopp-Automatik (in Sol und Executive ebenfalls verbaut).
- Das Modell Sol (2005–2009) hat zusätzlich einen höhenverstellbaren Fahrersitz (im aktuellen Basismodell enthalten), ein auch längsverstellbares Lederlenkrad mit Audiobedienelementen, beheizbare Außenspiegel, CD-Radio mit MP3-Funktion, Klimaanlage und zusätzliche Ablagen. Nur das Modell Sol hat zusätzlich serienmäßig die VSC mit TRC (elektronisches Stabilitätsprogramm mit Antriebsschlupfregelung).
- Das Modell Life ersetzte ab 16. Januar 2010 das Modell Sol und wies nun Klimaautomatik und analoge Anzeigen serienmäßig auf.[5]
- Der Yaris Executive bietet eine Klimaautomatik, das schlüssellose Türöffnen bzw. -schließen und Starten des Motors mit Start-Stopp-Knopf (Smart-Key-System), beheizbare Außenspiegel, beim Fünftürer elektrische Fensterheber auch hinten, Leichtmetallfelgen, Nebelscheinwerfer und eine Bluetooth-Freisprecheinrichtung.

### Yaris TS
Die Markteinführung der Sportversion Yaris TS fand am 13. Januar 2007 statt. Als Antrieb diente ein neu entwickelter 1,8-l-Vierzylinder-Ottomotor mit variabler Ventilsteuerung, der 98 kW (133 PS) leistet.

## Technik
Für den Yaris II wurden vier Ottomotoren mit 1,0 Liter (51 kW), 1,3 Liter (64 kW) und 1,33 Liter (74 kW) Hubraum angeboten. Im Topmodell Yaris TS wurde ein 1,8-Liter-Motor mit 98 kW eingebaut. Die Dieselvariante hat einen 1,4-Vierzylinder mit 66 kW. Der 1,0-Liter-Motor wurde zum Engine of the year 2007–2010 gekürt. Um die Euro-5-Abgasnorm zu erfüllen, wurde der 1,33 Dual VVT-i 2011 überarbeitet und leistete fortan 73 kW. Der 1,8-Liter-Motor leistet mittels Kompressor 158 kW/215 PS und liefert ein maximales Drehmoment von 270 Nm bei 4800/min.
| Modell             | Hubraum  | Zylinder | Leistung                       | Drehmoment                 | Getriebe                                             | Bauzeit         |
| ------------------ | -------- | -------- | ------------------------------ | -------------------------- | ---------------------------------------------------- | --------------- |
| Ottomotoren        |          |          |                                |                            |                                                      |                 |
| 1.0 VVT-i          | 998 cm³  | 3        | 51 kW (69 PS) bei 6000 min−1   | 93 Nm bei 3600 min−1       | Fünfgang-Schaltgetriebe                              | 2005–2011       |
| 1.3 VVT-i          | 1298 cm³ | 4        | 64 kW (87 PS) bei 6000 min−1   | 121 Nm bei 4200 min−1      | Fünfgang-Schaltgetriebe oder Fünfgang-Automatik      | 2005–2008       |
| 1.33 Dual VVT-i    | 1329 cm³ | 4        | 73 kW (99 PS) bei 6000 min−1   | 128 Nm bei 3800 min−1      | Sechsgang-Schaltgetriebe oder Sechsgang-Automatik    | 09/2010–2011    |
| 1.33 Dual VVT-i    | 1329 cm³ | 4        | 74 kW (101 PS) bei 6000 min−1  | 132 Nm bei 3800 min−1      | Sechsgang-Schaltgetriebe oder Sechsgang-Automatik    | 2009–09/2010    |
| 1.8 TS VVT-i       | 1798 cm³ | 4        | 98 kW (133 PS) bei 6000 min−1  | 173 Nm bei 4400 min−1      | Fünfgang- oder (nur Import) Sechsgang-Schaltgetriebe | 01/2007–01/2009 |
| 1.8 TS Bemani (CH) | 1798 cm³ | 4        | 158 kW (215 PS) bei 6000 min−1 | 270 Nm bei 4800 min−1      | Sechsgang-Schaltgetriebe                             | 03/2009–2010    |
| Dieselmotor        |          |          |                                |                            |                                                      |                 |
| 1.4 D-4D           | 1364 cm³ | 4        | 66 kW (90 PS) bei 3800 min−1   | 190 Nm bei 1800–3000 min−1 | Fünfgang-Schaltgetriebe oder Fünfgang-Automatik      | 2006–2009       |

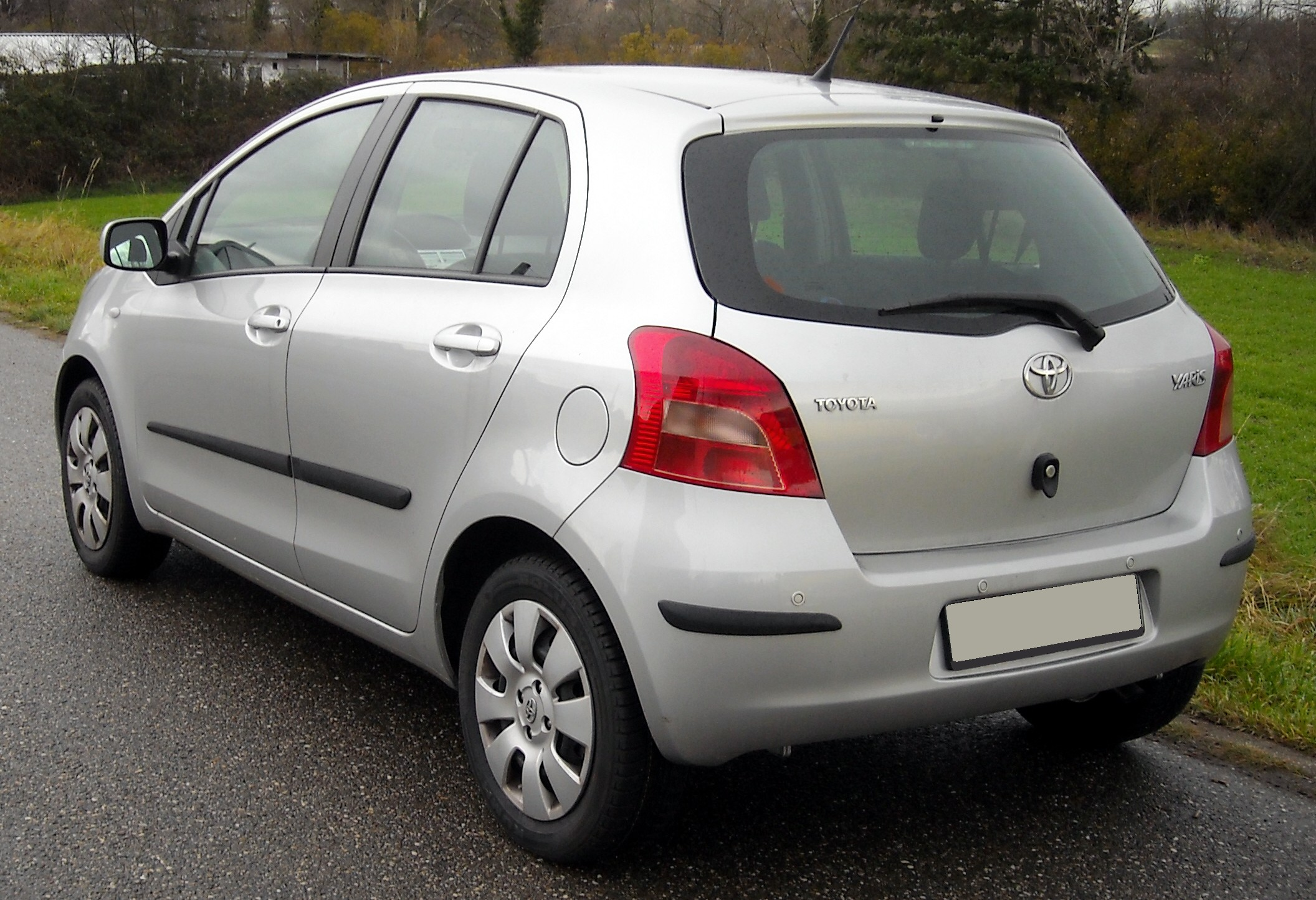
Heckansicht
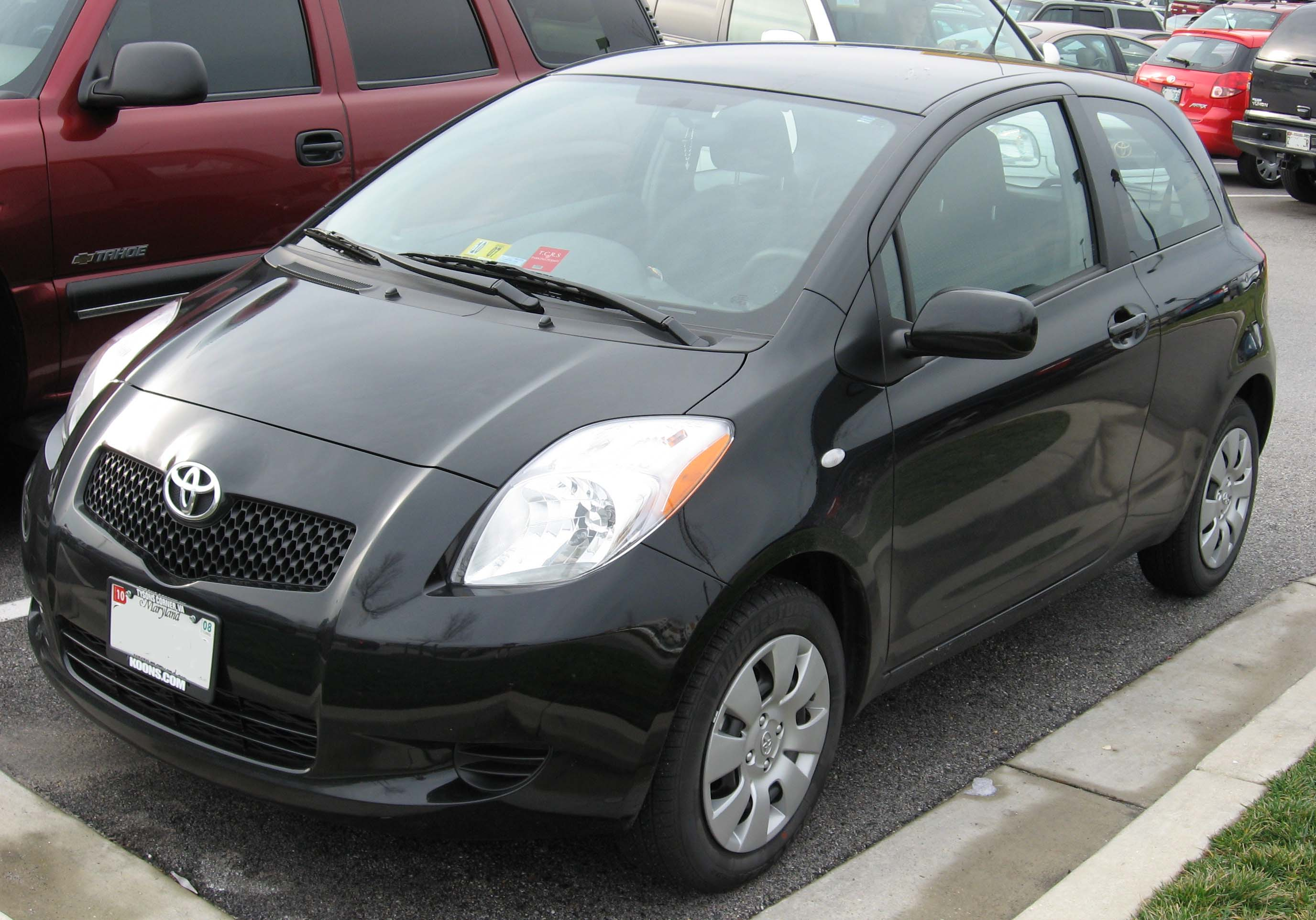
Toyota Yaris Dreitürer (2006–2009)
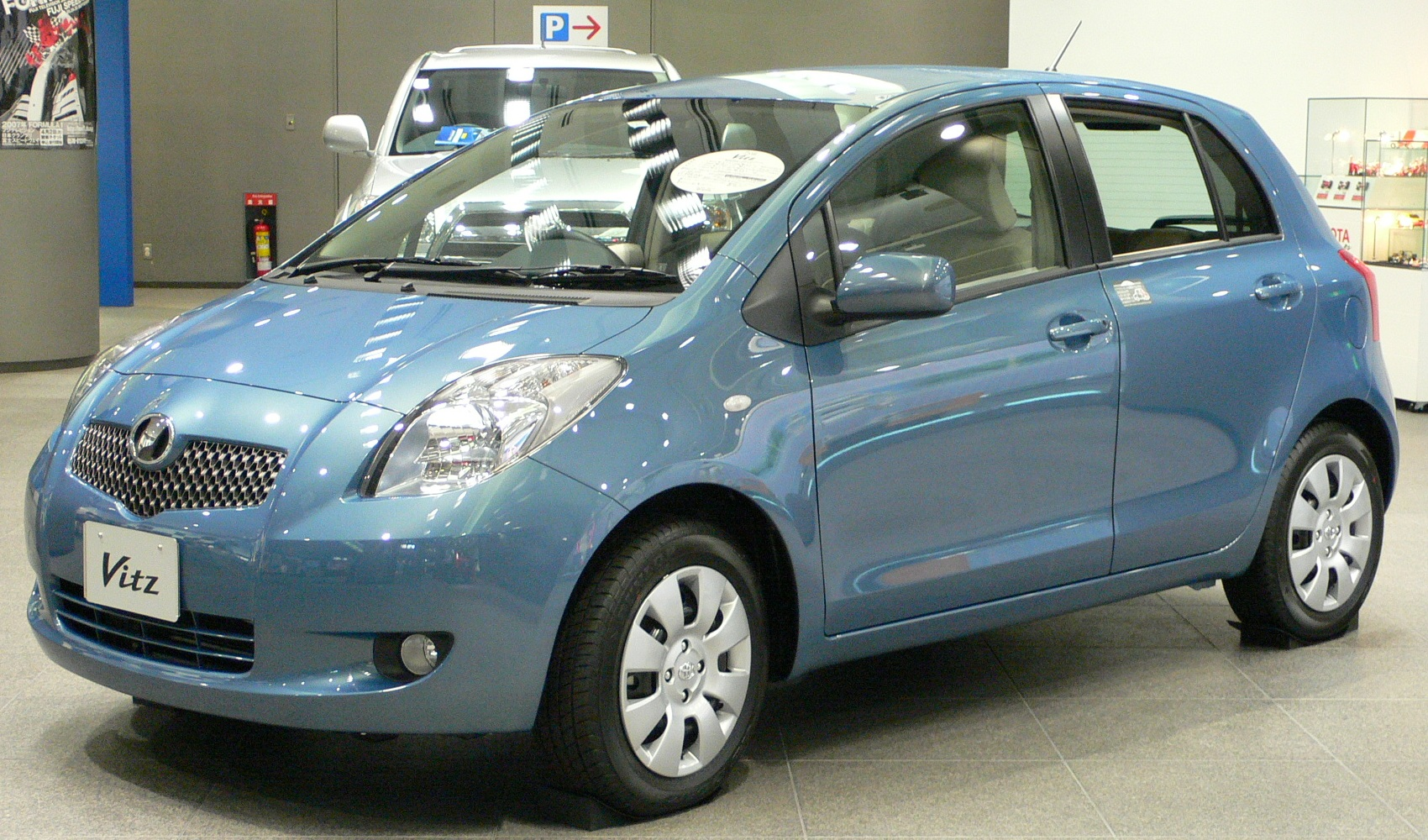
Toyota Vitz (2005–2009, nur in Japan)
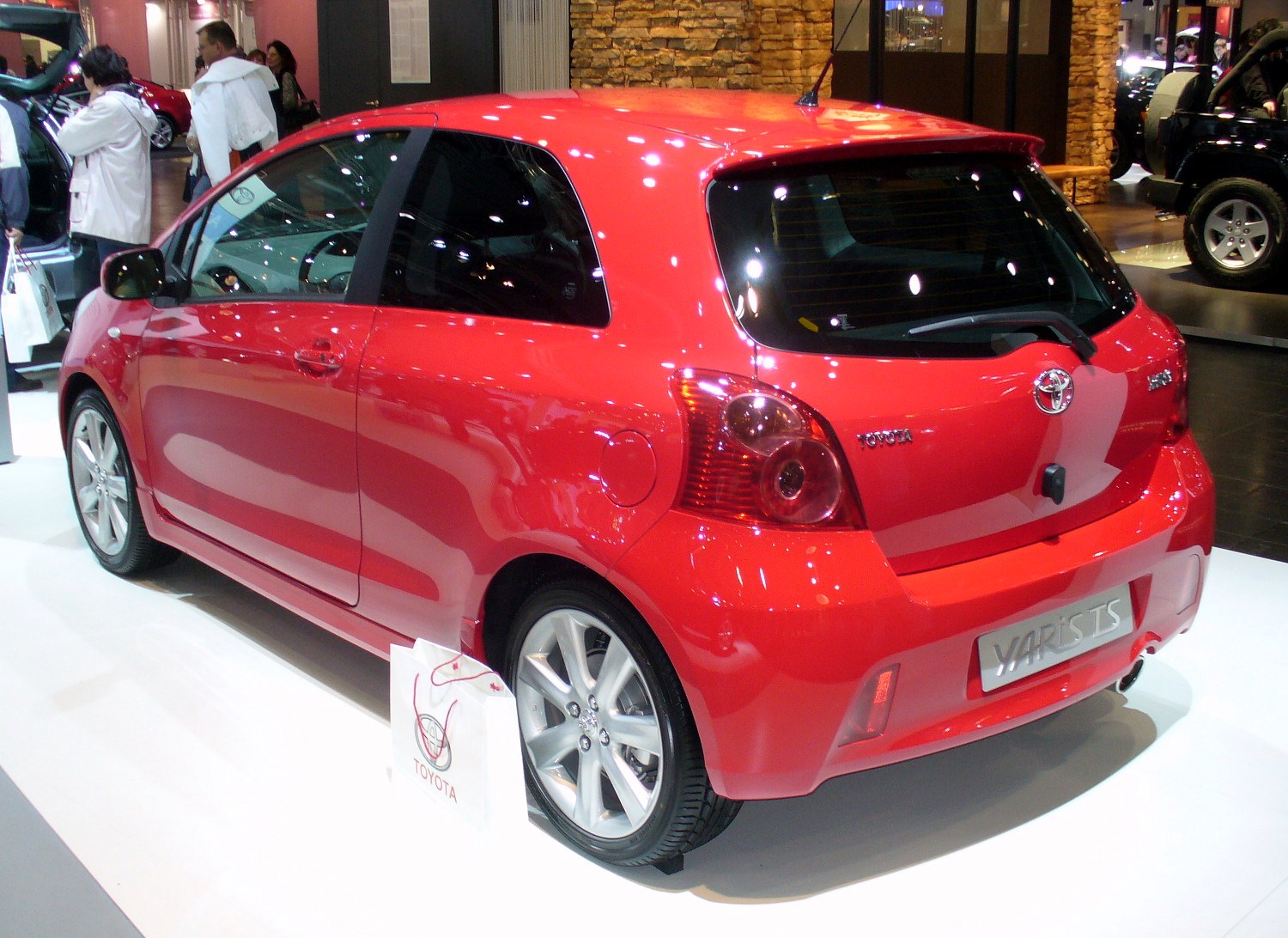
Toyota Yaris TS (2007–2009)
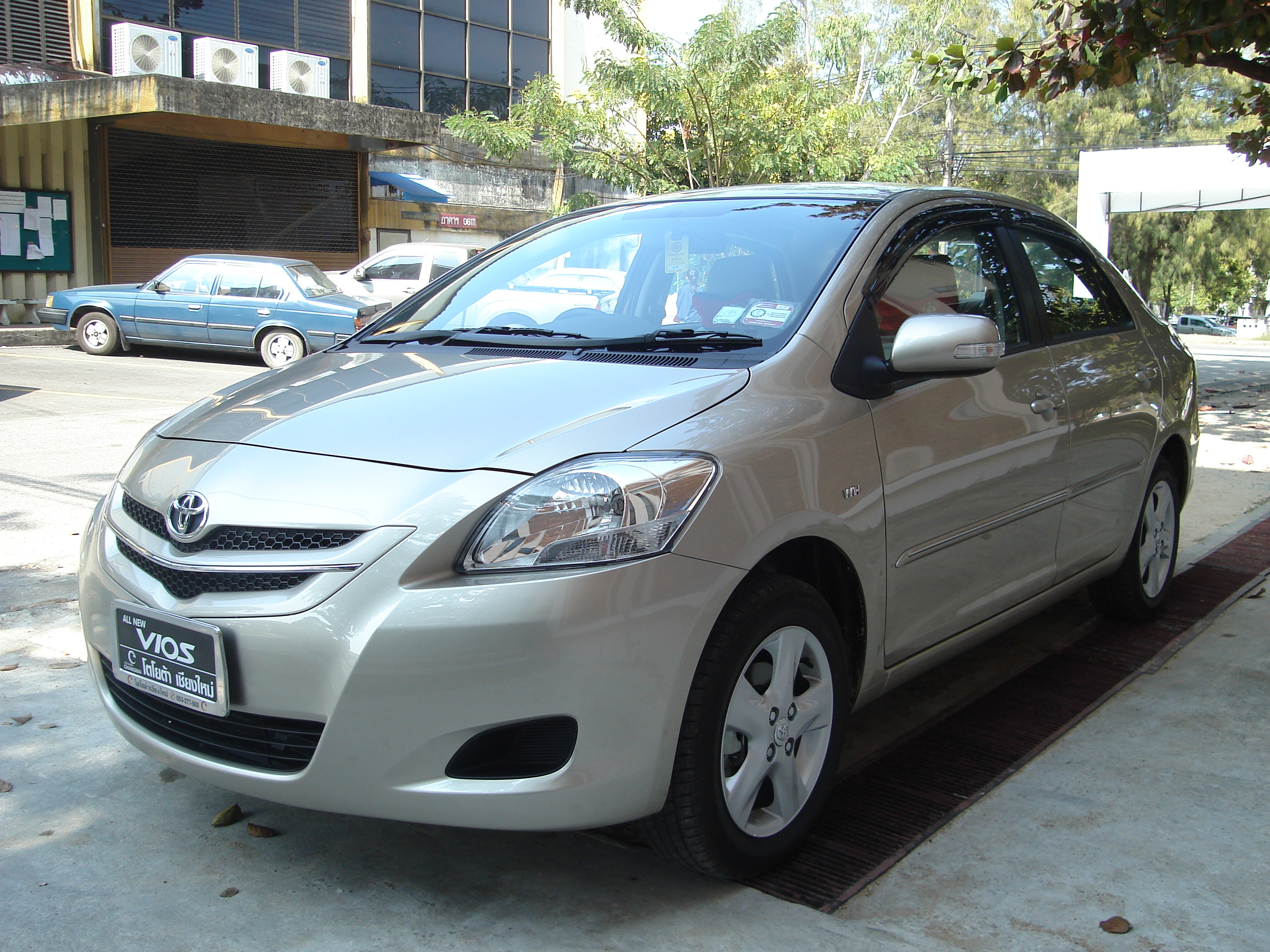
Toyota Vios (2007–2011, nicht in Europa)
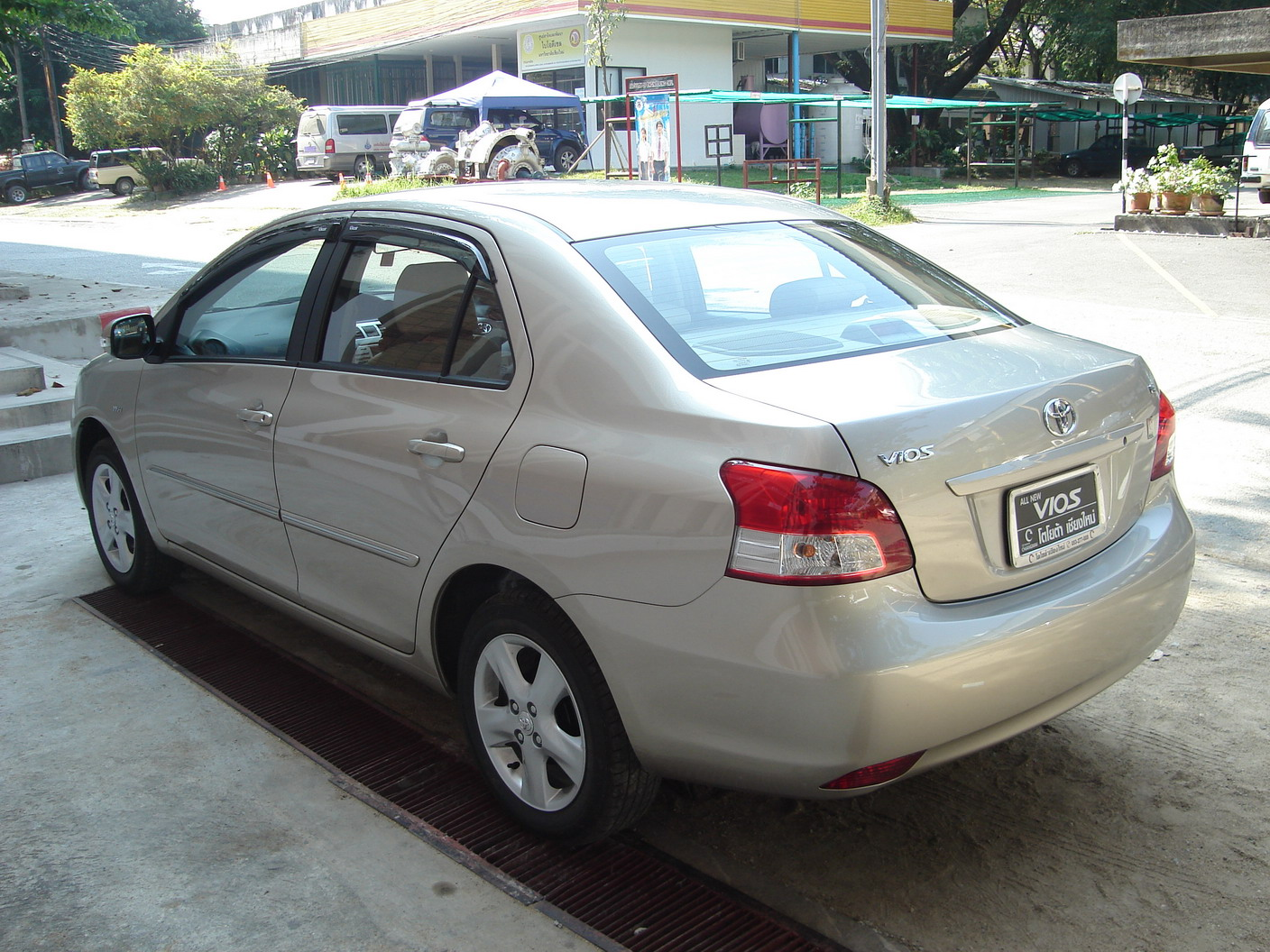
Heckansicht
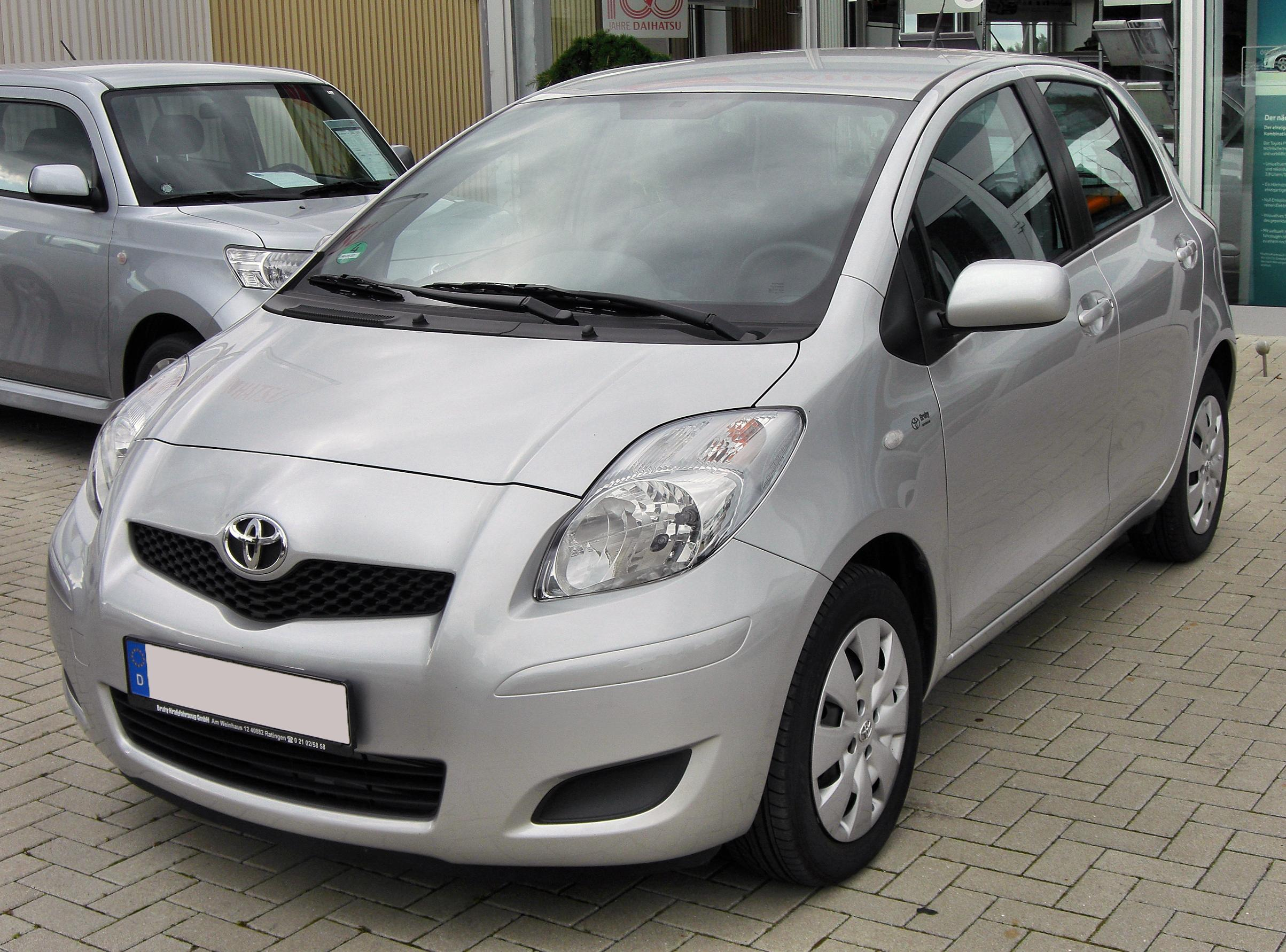
Toyota Yaris (2009–2011)
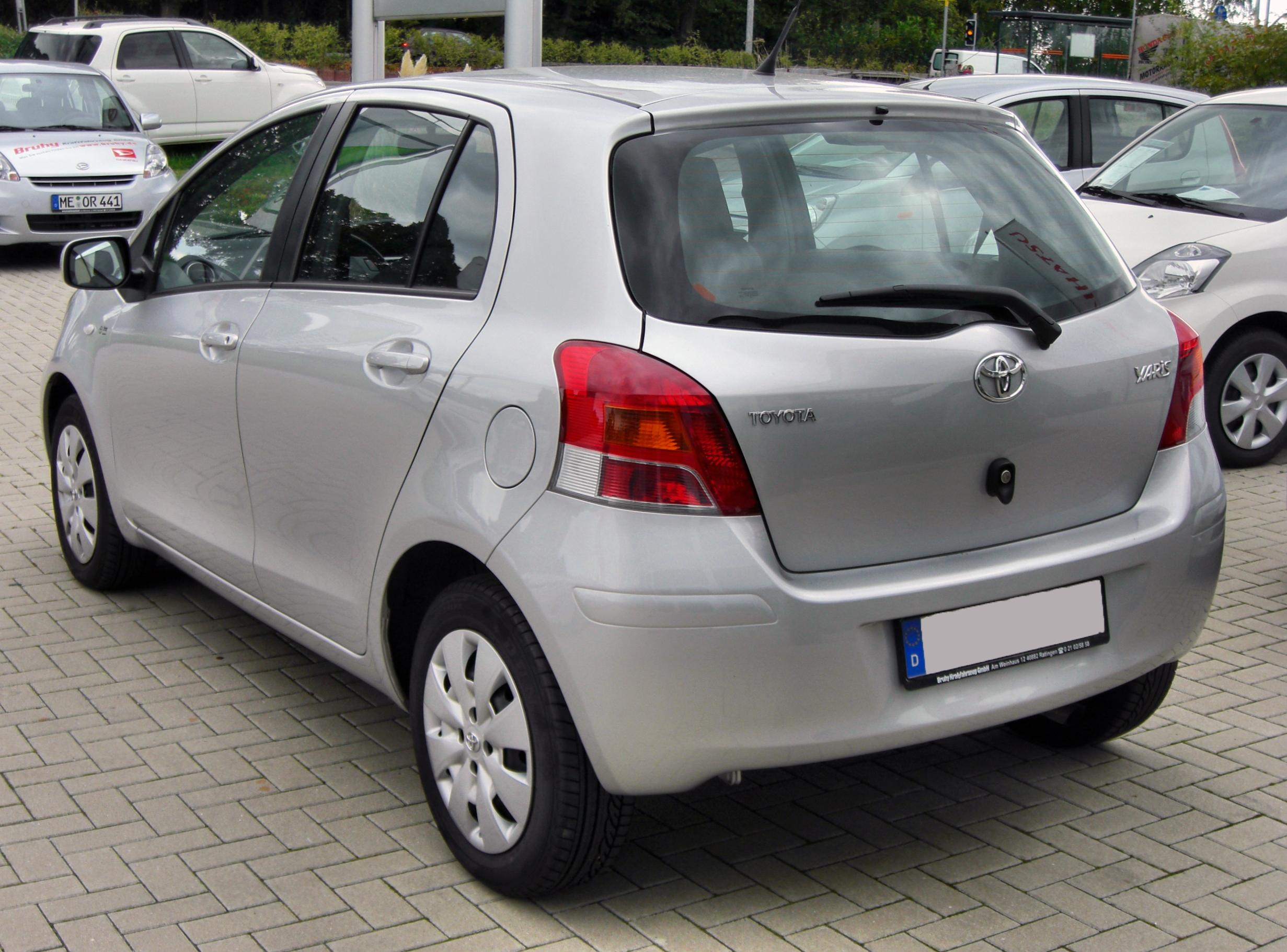
Heckansicht
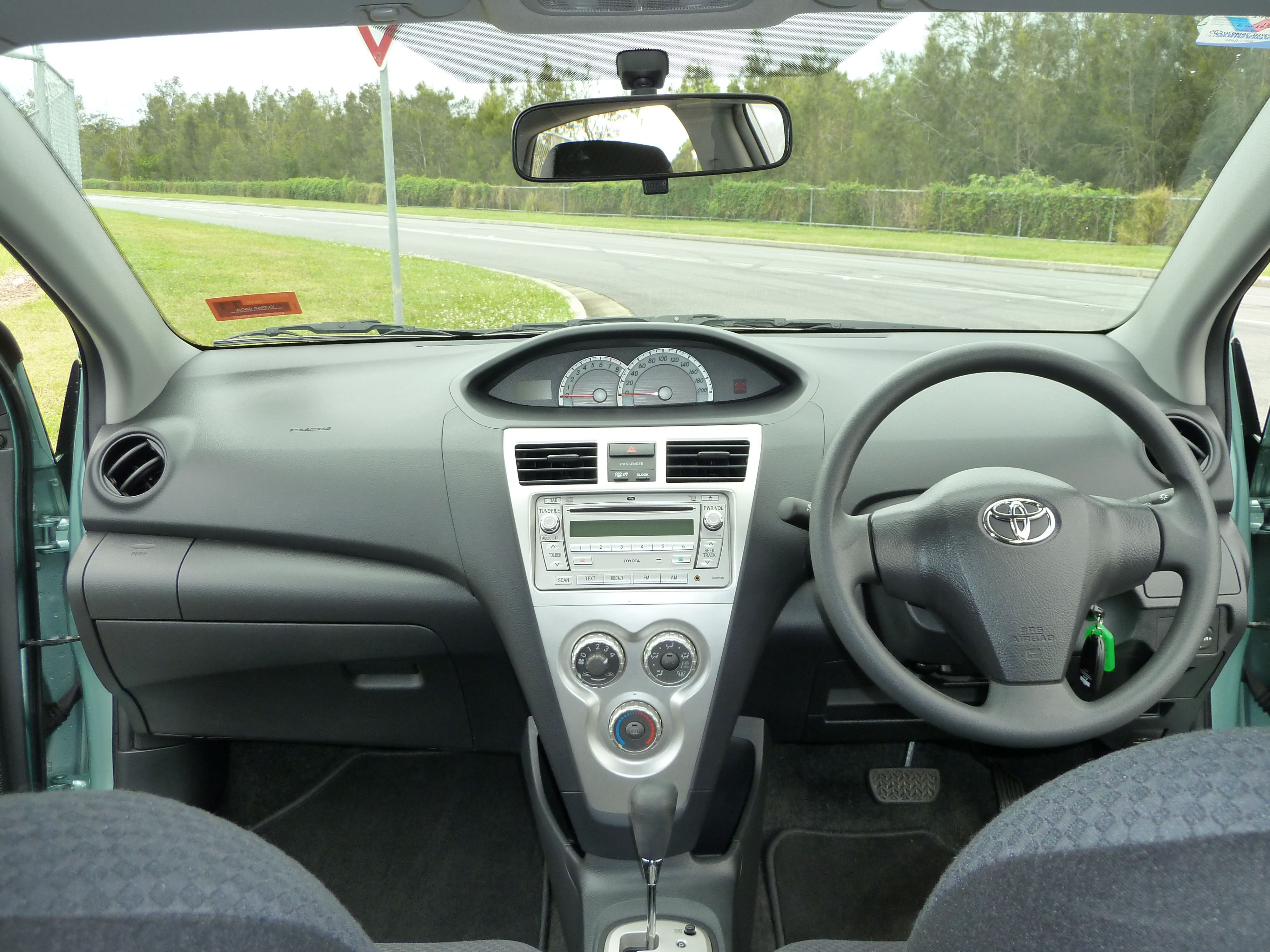
Toyota Yaris sedan